# Berlageblokken

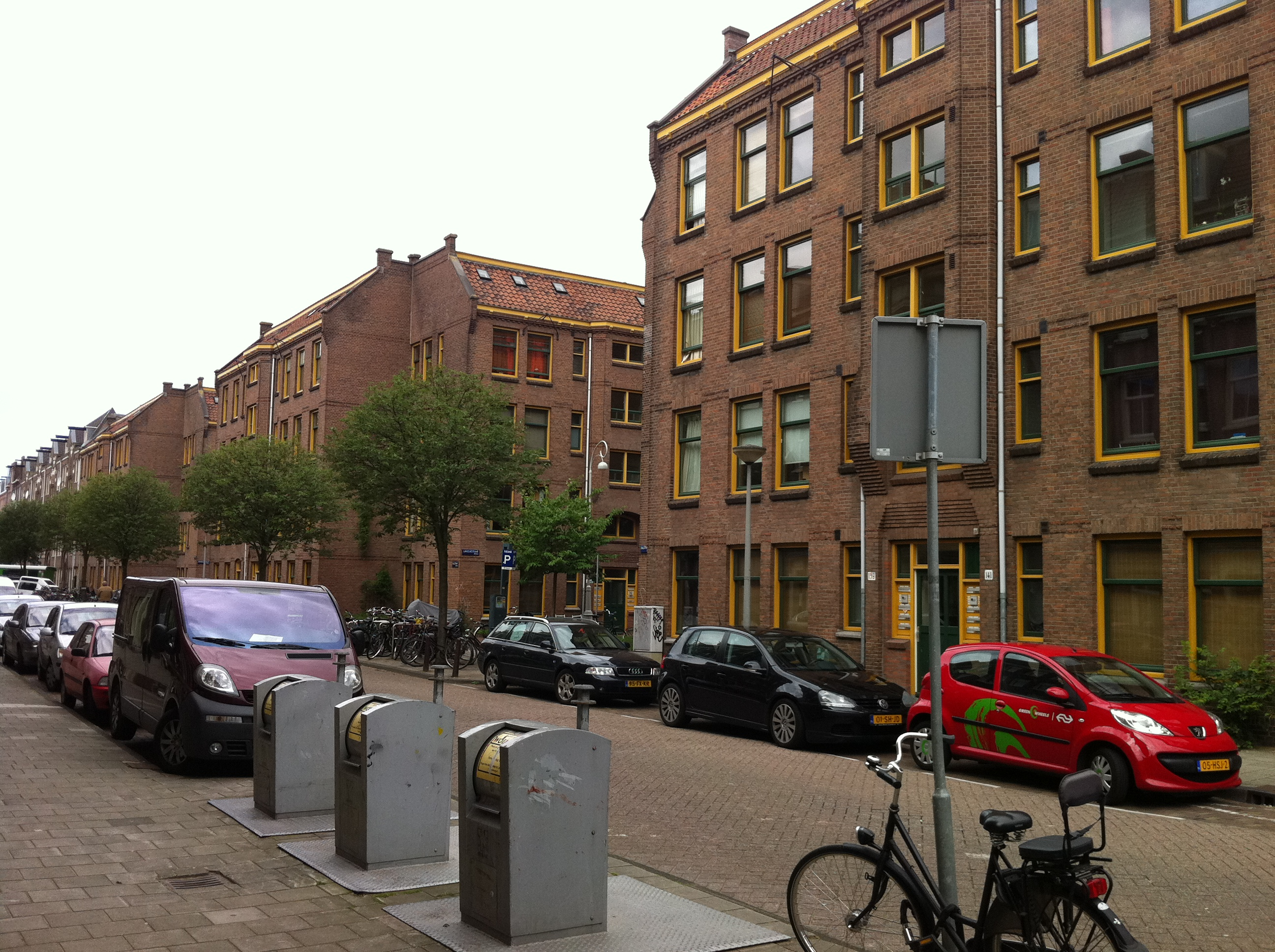
Berlageblokken aan de Balistraat, van ver weg naar dicht bij Blok 1 t/m Blok 3

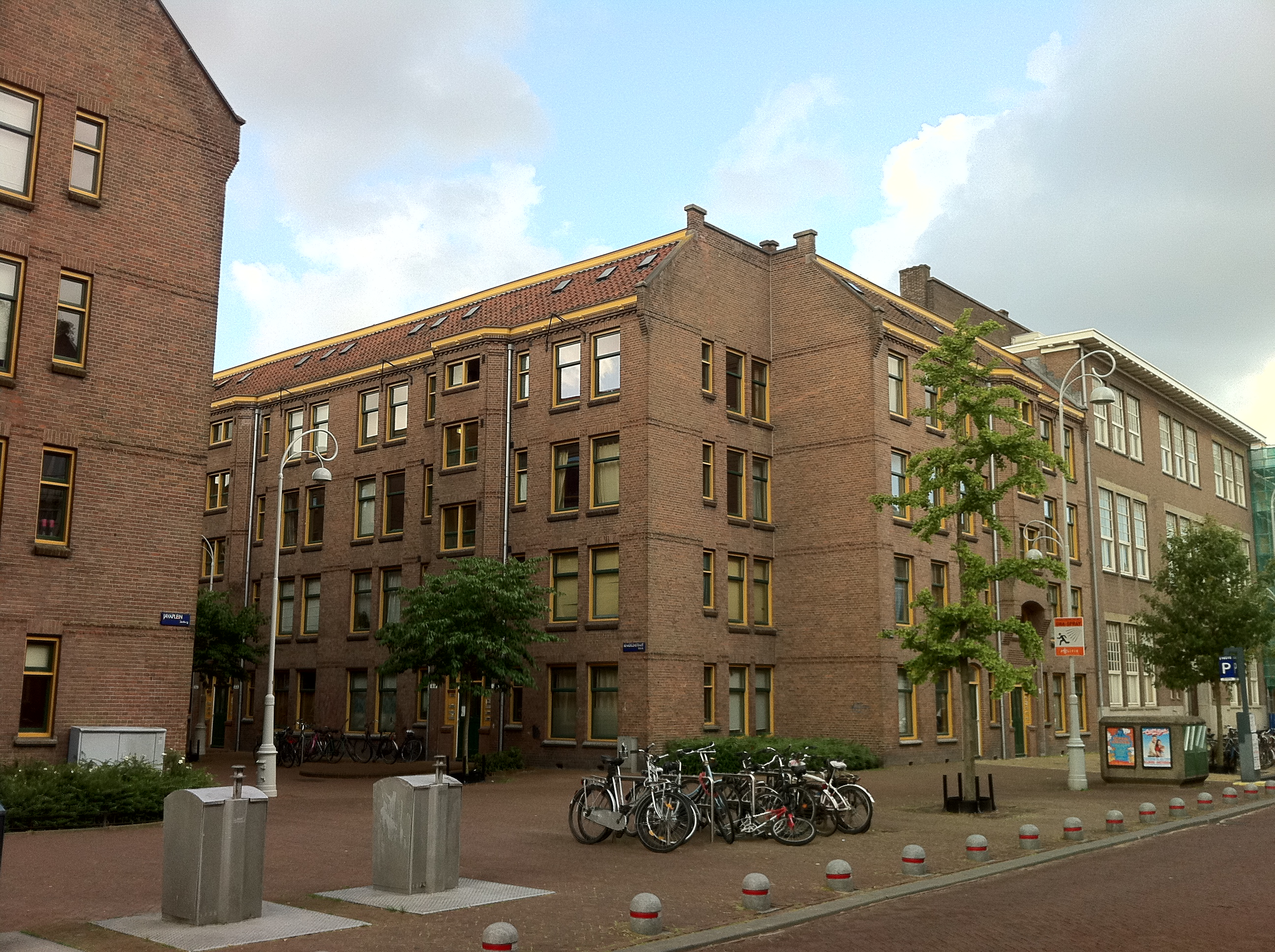
Blok 1 van de Berlageblokken aan het Javaplein

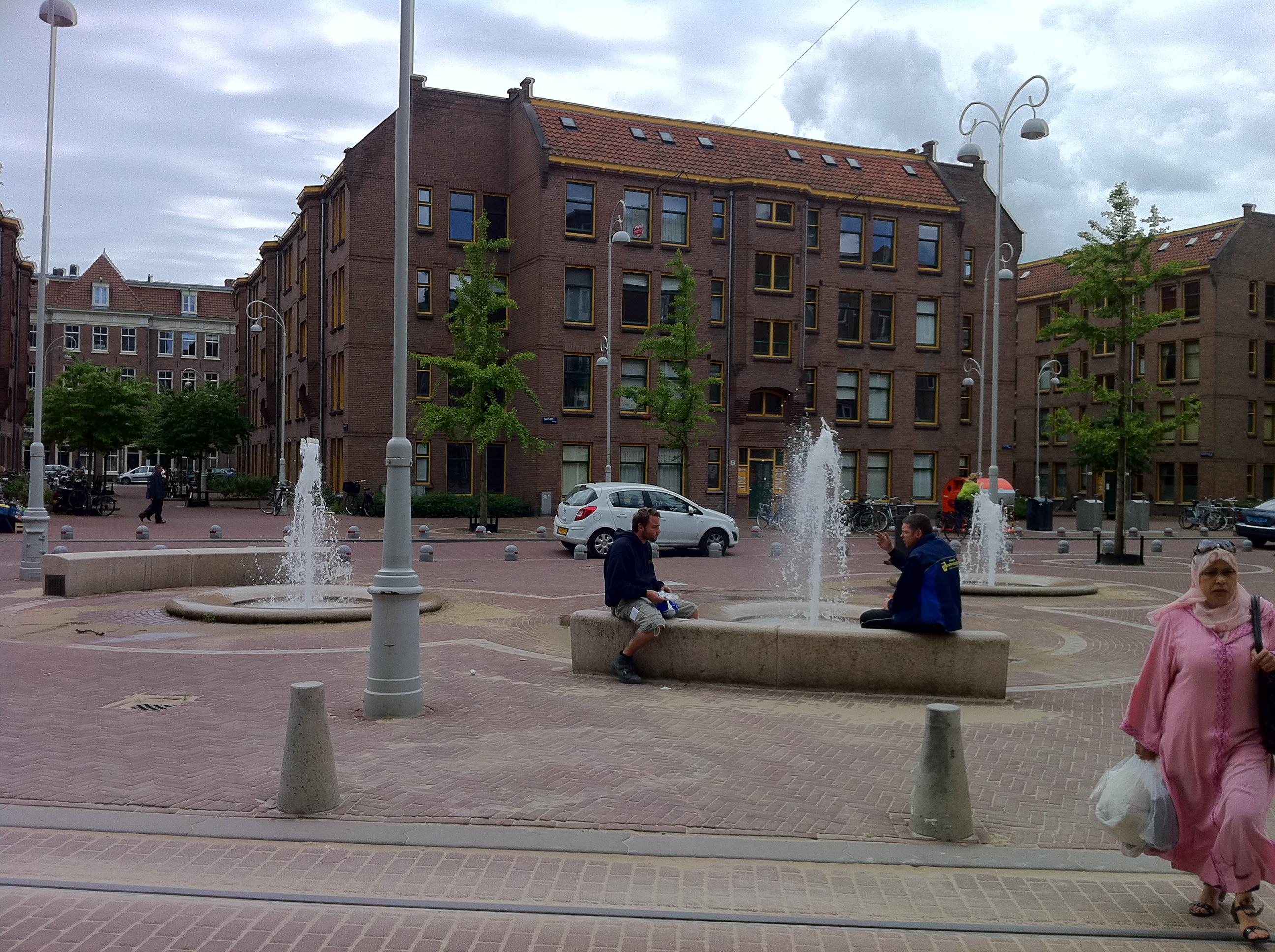
Blok 2, dat tegenwoordig particulier woningbezit is

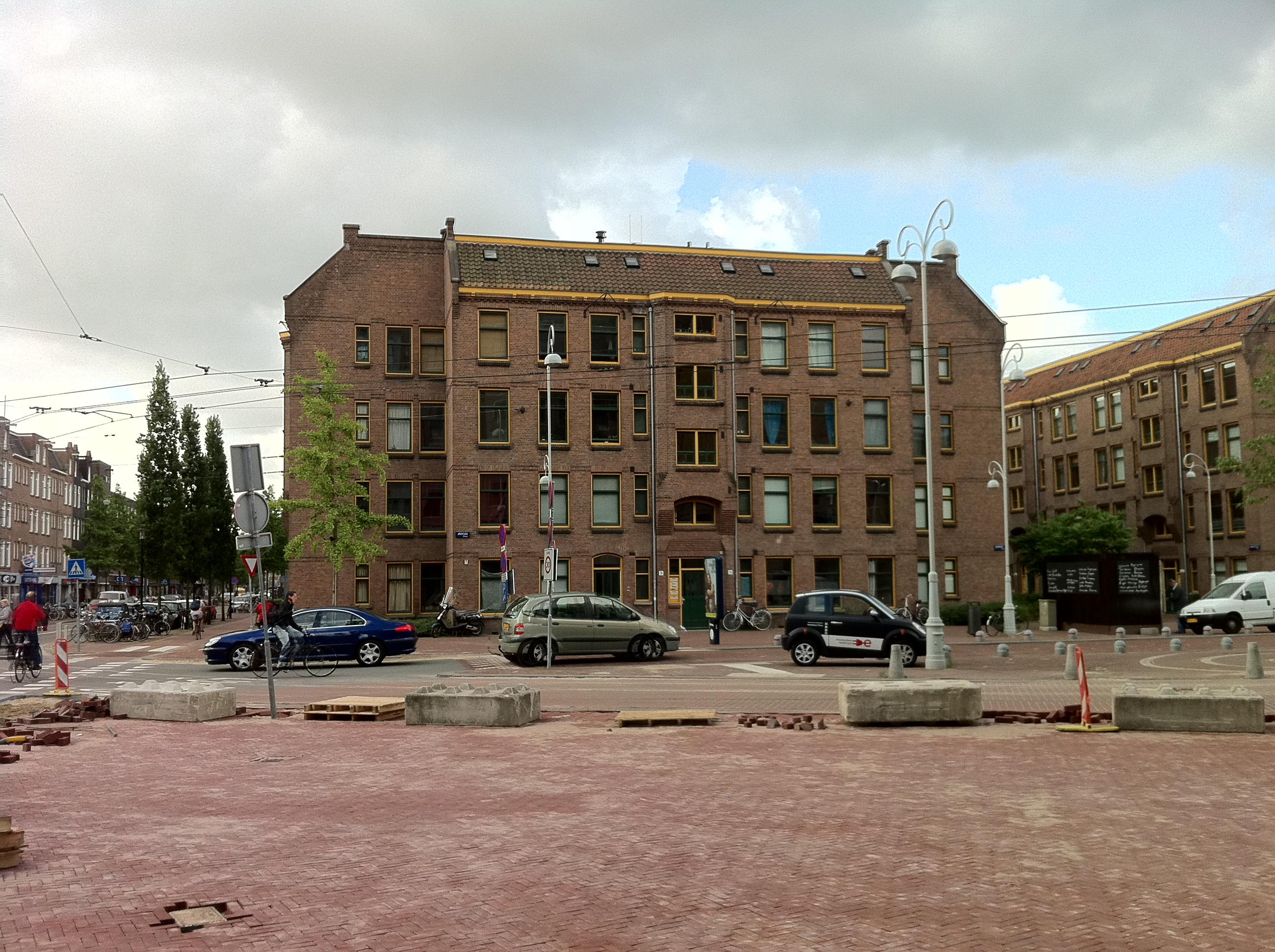
Blok 3 van woningcorporatie Ymere

De Berlageblokken in Amsterdam, bestaat/bestaan uit drie wooncomplexen in Amsterdam-Oost.

## Inleiding
Deze blokken zijn ook wel bekend als woningbouwcomplex De arbeiderswoning en het Fort van Sjako. Ze zijn vernoemd naar hun architect H.P. Berlage. De drie woonblokken vullen een ruimte op tussen de evenwijdig aan elkaar lopende Javastraat en Balistraat in de Amsterdamse Indische Buurt. De Berlageblokken zijn gebouwd tussen 1911-1915 door de Vereeniging tot verbetering der Volkshuisvesting "De Arbeiderswoning". Het wooncomplex is sinds oktober 2004 een rijksmonument (523295), opgesplitst in drie afzonderlijke monumenten.

## Indeling
De drie, eigenlijk tweeënhalve blokken bestrijken een aantal straten en huisnummers:
- Berlageblok 1: Balistraat 129-133, Javastraat 128-130, Benkoelenstraat 2-48 is een (half) bouwblok dat de andere bebouwing in de Bali- en Javastraat verbindt
- Berlageblok 2: Balistraat 135-137, Benkoelsenstraat 1-47, Javaplein 20-22, Langkatstraat 2-48
- Berlageblok 3: Balistraat 139-141, Langkatstraat 1-95, Javaplein 24-48, Molukkenstraat 28-38

Elk woonblok bestaat uit drie tot vier bouwlagen uitgevoerd in baksteen met inspringende hoeken bij de uiteinden, met daarin plantsoentjes. De twee gesloten woonblokken hebben een rechthoekige binnentuin; het idee van een hofje  Het eerste woonblok sluit in een U-vorm aan op bestaande bebouwing. Het is een kenmerkend voorbeeld van corporatieve woningwetbouw van arbeiderswoningen, met aandacht voor goede oriëntatie en bruikbare plattegronden. Hierbij lieten Berlage en zijn leerlingen c.q. de medewerkers van zijn architectenbureau zich sterk inspireren door voorbeelden van sociale woningbouw in Engeland, en door eerder werk van de architect Jan Ernst van der Pek in de Jordaan en de Spaarndammerbuurt. Van der Pek kreeg overigens in 2013 hier ook een gemeentelijk monument toegewezen, het Van der Pekblok aan de overzijde aan de Balistraat.

## Gebruik
De Berlageblokken werden speciaal gebouwd voor grote gezinnen met lage inkomens. In de periode 1969-1971 ondergingen de blokken een grote ingreep. Als voorbeeldproject voor de renovatie van vooroorlogse wijken werd een van de slaapkamers opgeofferd voor de bouw van een keuken. Het spoelhok kreeg het karakter van douchecabine. 
Desalniettemin voldeden de woningen aan het eind van de 20e euuw niet langer aan de hedendaagse maatstaven; ze bleven te klein en sterk verouderd. Er leek sloop noodzakelijk, maar na succesvolle acties uit de buurt om de panden op de rijksmonumentenlijst te krijgen, veranderden de sloopplannen in plannen voor grootschalige renovatie. Om dat te kunnen financieren, besloot de gemeente een deel van de woningen te verkopen, ook om het eigenwoningbezit in de stad te bevorderen. Met de huurders werden afspraken over herhuisvesting, verhuiskostenvergoeding en terugkeer vastgelegd in een sociaal plan, en de huurders verhuisden naar vervangende woonruimte. Voordat het Woningbedrijf Amsterdam met de renovatie kon beginnen, werd het complex gekraakt door deels Nederlandse, maar voornamelijk Zuid- en Oost-Europese krakers. Op 14 december 2004 werden de blokken ontruimd. Daarna kon de renovatie van start gaan. In de Berlageblokken kwamen koop- en sociale huurwoningen voor starters, evenals honderdtwintig studentenwoningen die nu verhuurd worden onder de naam "My Place". Huisnummering werd aangepast en de Benkoelenstraat en Langkatstraat werden autovrij.

### Fort van Sjako
Het ideaal van genoemde Vereeniging was om armelui uit de verkrotte binnenstad te verheffen tot “fatsoenlijke burgers”. Zij woonden in de binnenstad  bijvoorbeeld in kelderwoninkjes vol vocht. De vooruitgang was voor die tijd al minimaal. Er werd bijvoorbeeld geen keuken geplaatst, men was bang dat de nieuwe huurders de keuken als woonkamer zouden gaan gebruiken en dan de oorspronkelijke woonkamer zouden onderverhuren. De eerste bewoners brachten wangedrag en alcoholisme mee, hetgeen de bijnaam Fort van Sjako opleverde. Het verwijst naar een fantasieverhaal Fort van Sjako van Justus van Maurik jr., waarin slonzige huishouding de boventoon voerde. Dit verhaal wordt aangehaald in een infobord van Buurtmuseum Indische Buurt.

## Eigendom
Al in 1917 besloot het bestuur van De Arbeiderswoning alle bezit te verkopen aan de gemeente Amsterdam, die het onderbracht bij de in 1915 opgerichte Gemeentelijke Woningdienst Amsterdam. In 1965 werd de Gemeentelijke Woningdienst omgedoopt in Gemeentelijke Dienst Volkshuisvesting, waar de bouw en het beheer van de gemeentewoningen in handen kwam van het dienstonderdeel Gemeentelijk Woningbedrijf Amsterdam.
Het Gemeentelijk Woningbedrijf werd in 1994 geprivatiseerd in de Stichting Het Woningbedrijf Amsterdam.
Tussen 2004 en 2014 fuseerde de stichting Het Woningbedrijf Amsterdam met woningcorporaties in Amsterdam, Almere, Haarlem, Haarlemmermeer, Weesp en Noord-Kennemerland tot de huidige Stichting Ymere. De woningen in het eerste en derde blok zijn tegenwoordig nog steeds eigendom van deze woningcorporatie, die de meeste woonruimtes aan jongeren en studenten verhuurt. Het middelste blok is tegenwoordig particulier woningbezit.

## Afbeeldingen

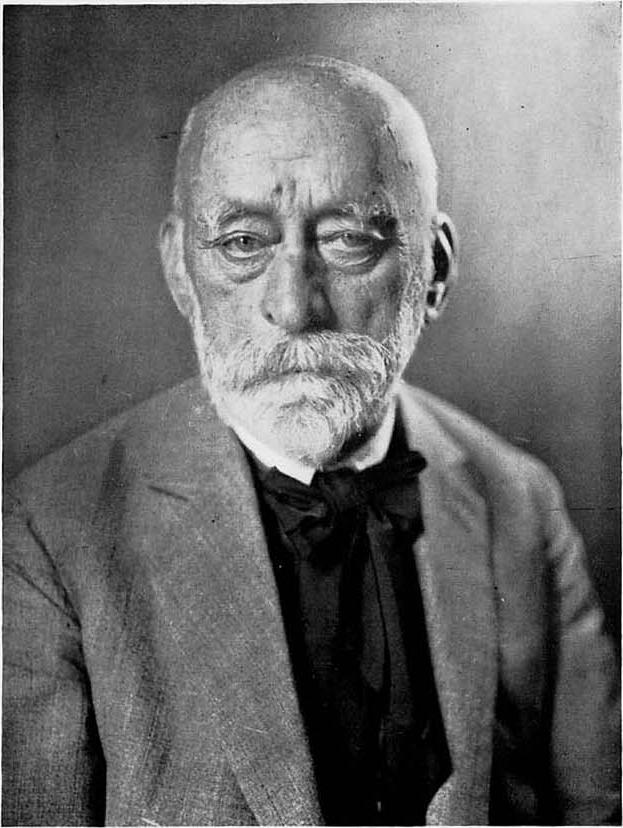
Architect Hein Berlage
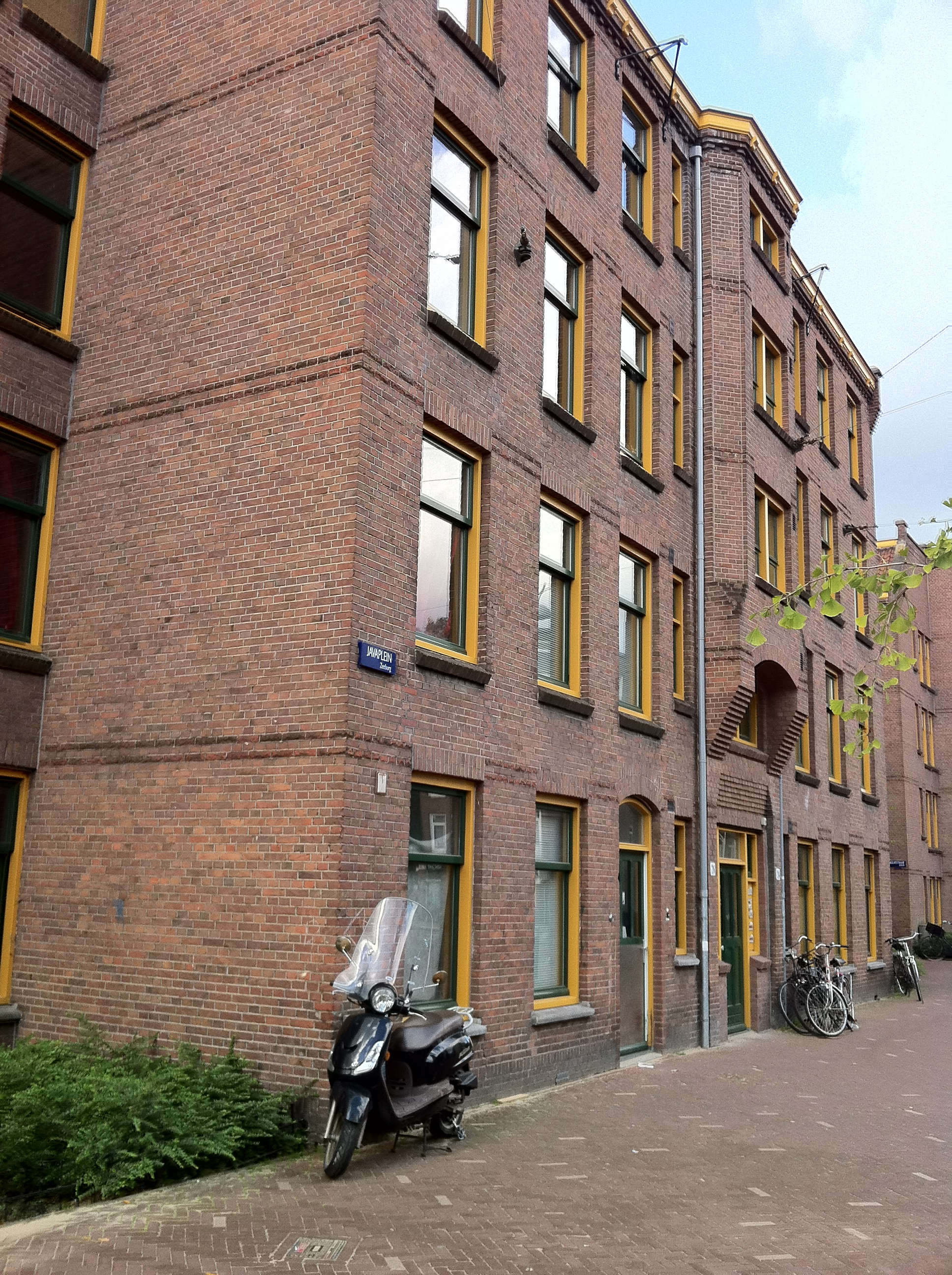
Blok 3 aan het Javaplein
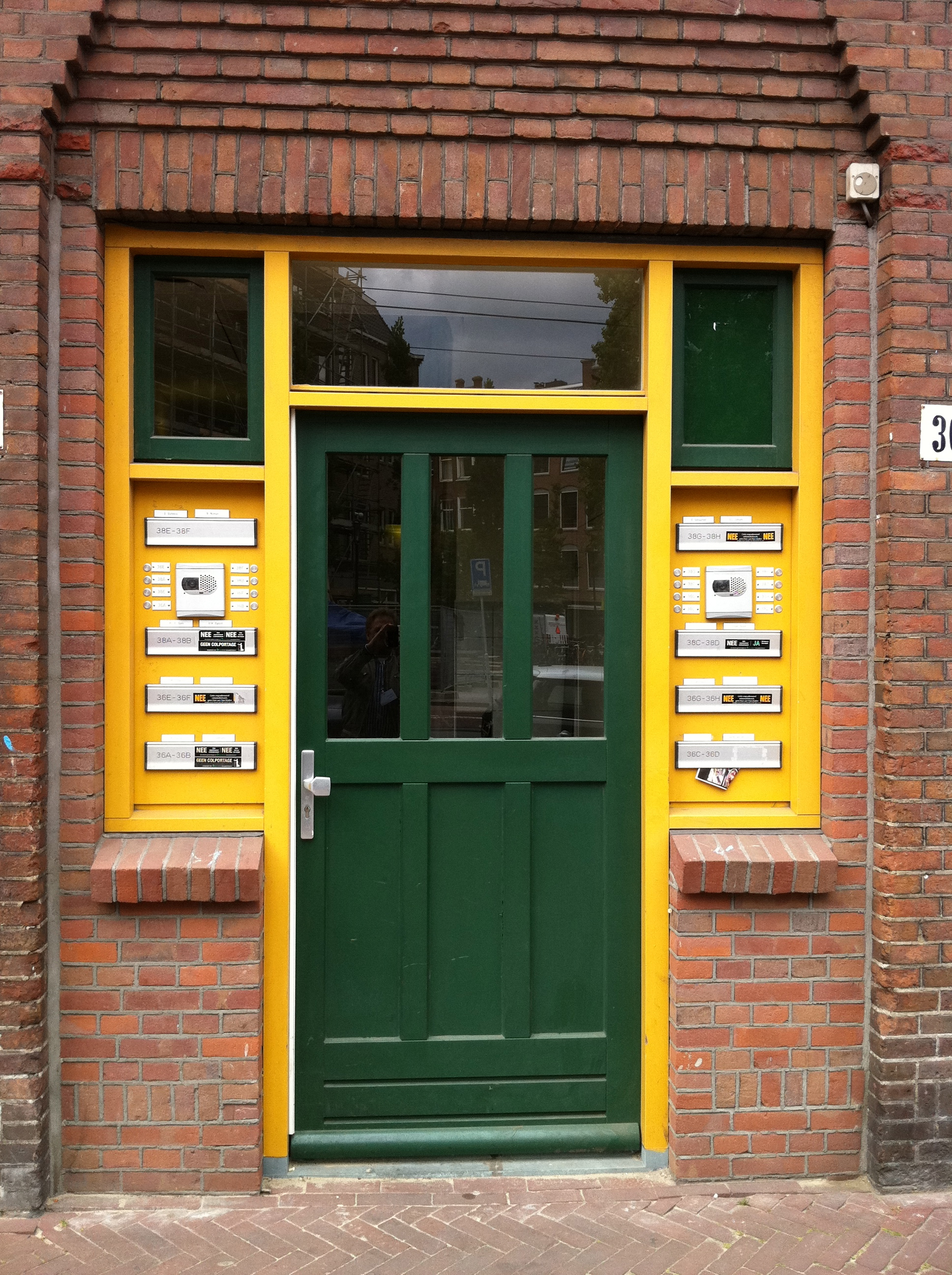
Portiek van Blok 3: MyPlace van Ymere aan de Molukkenstraat